# Kościół Zbawiciela w Tomaszowie Mazowieckim
Świątynia wybudowana w latach 1897–1902 w stylu neogotyckim pod nadzorem architekta W. Sroki i kierunkiem budowniczego J. Wendego. Wewnątrz znajduje się obraz Wojciecha Gersona Spotkanie Zmartwychwstałego z Marią Magdaleną z 1900 roku, ołtarz ufundowany przez rodzinę pastora, ambona ufundowana przez panie Kessler, Melchier, Müller, Rolland, Simon, marmurowa chrzcielnica w prezbiterium wykonana przez budowniczego J. Wende oraz 31-głosowe organy wykonane przez firmę braci Walter. Kościół został poświęcony 15 sierpnia 1902 roku przez księdza proboszcza Eugeniusza Biedermanna.

## Galeria

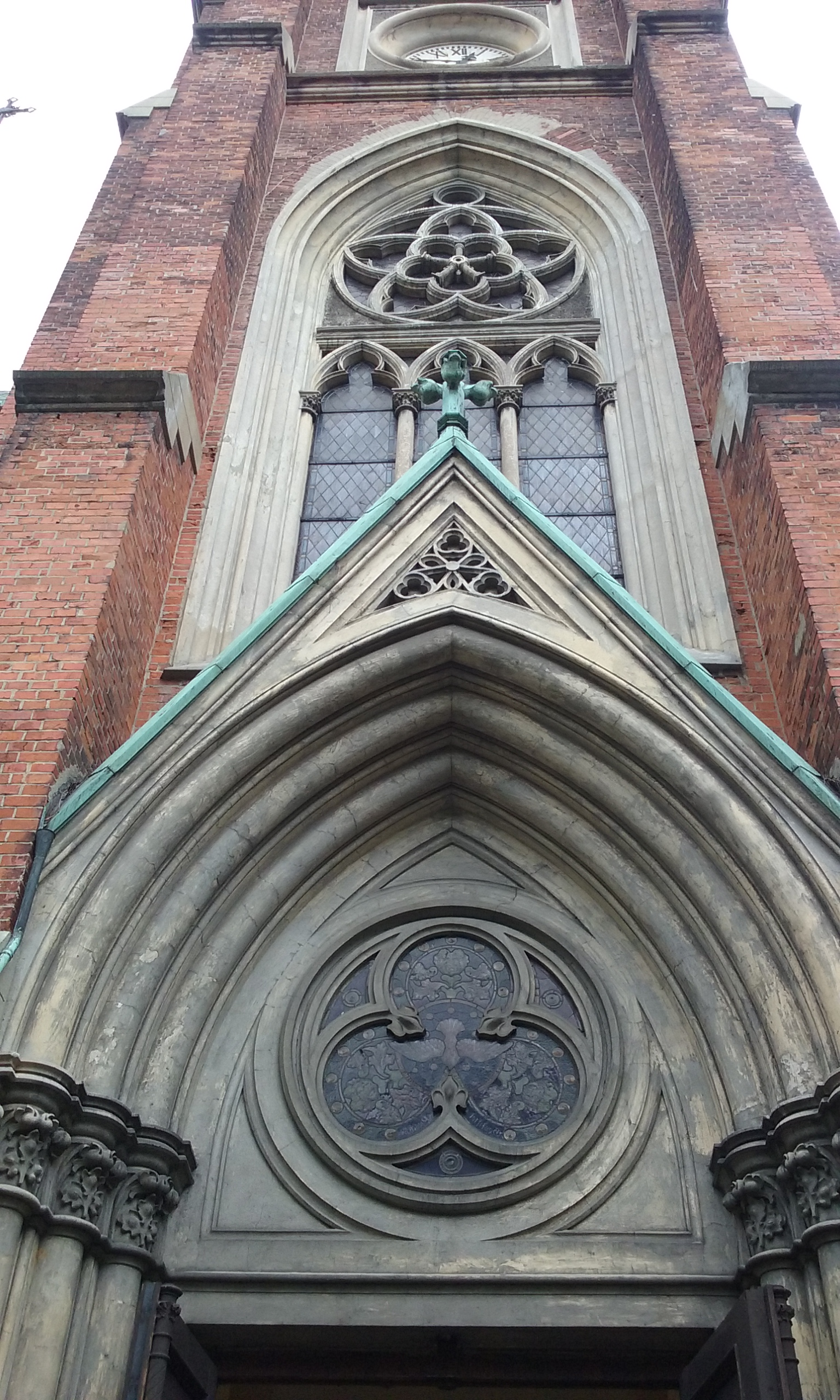
Portal wejściowy
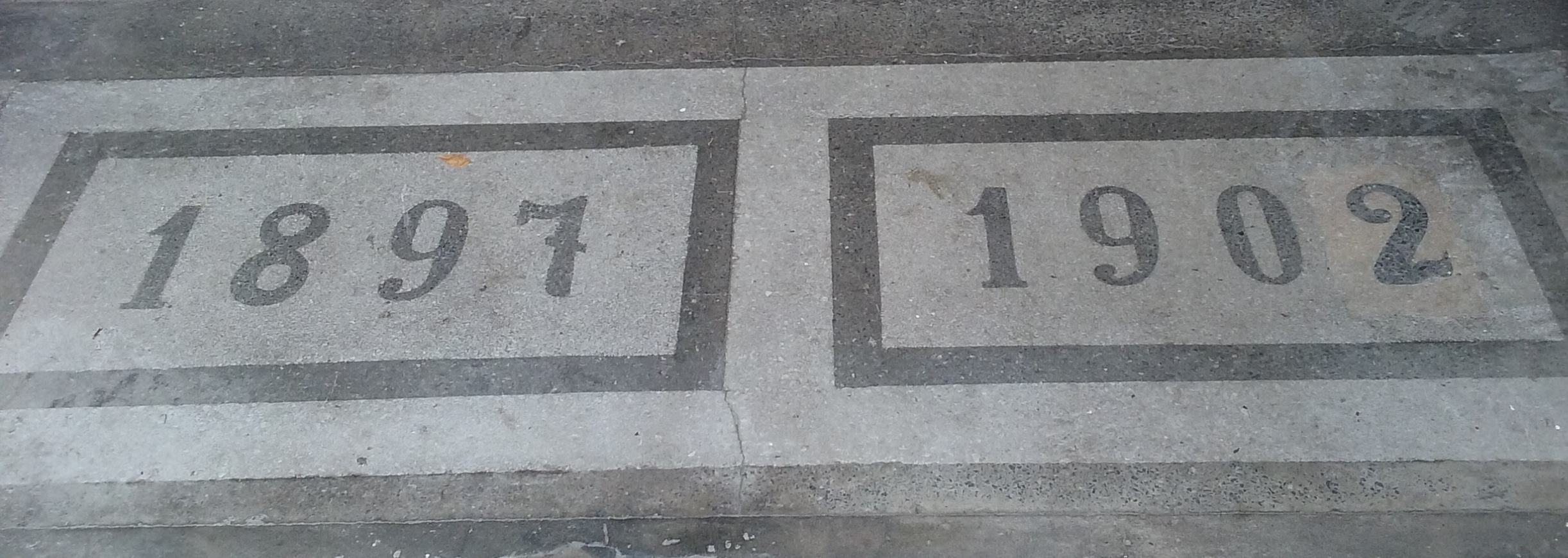
Posadzka przy wejściu
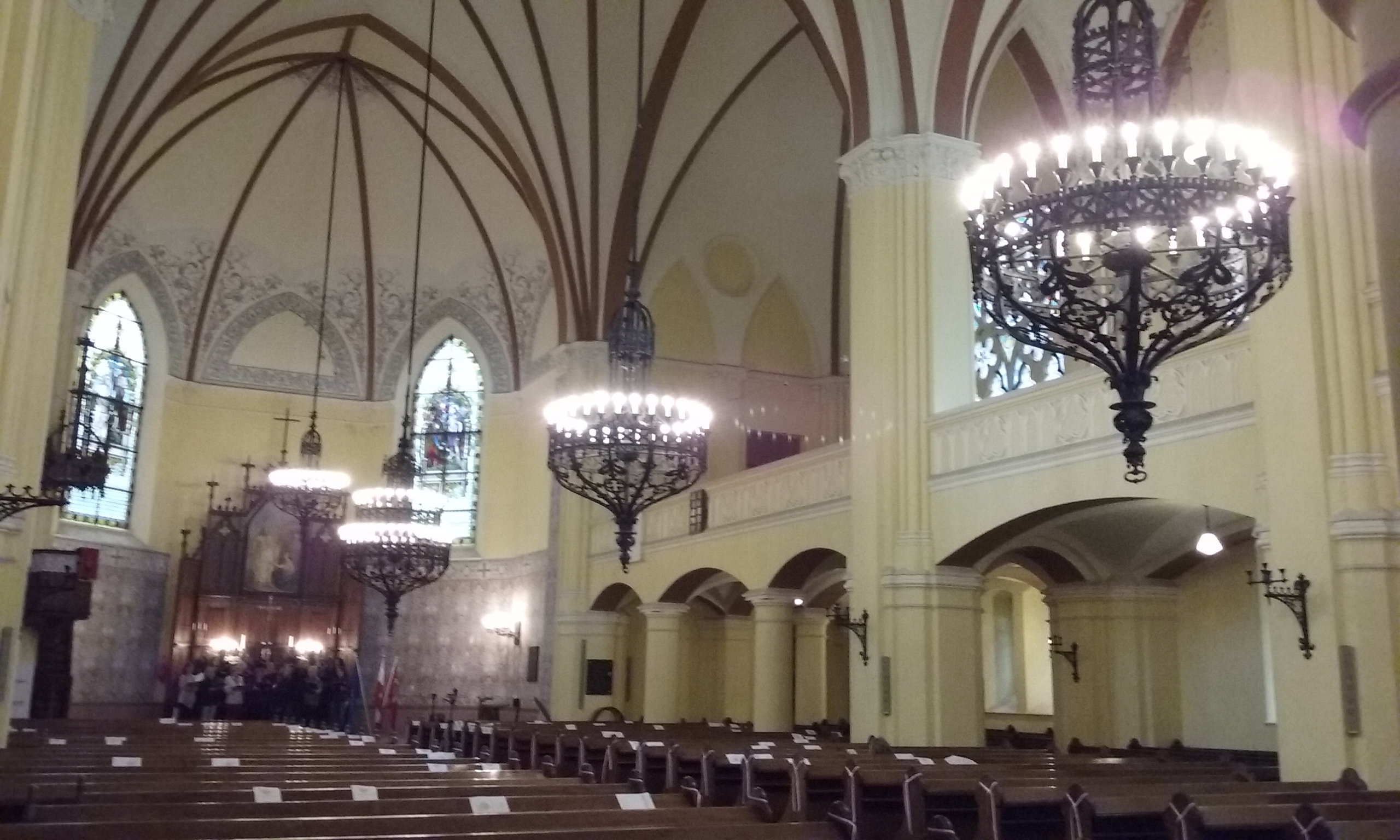
Wnętrze świątyni
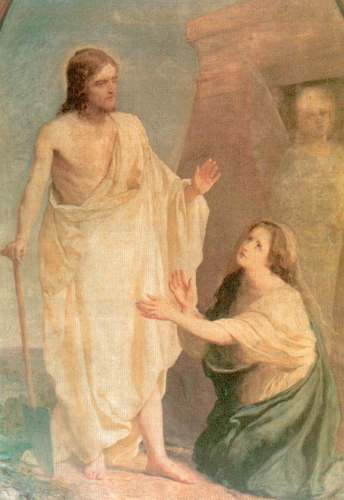
Obraz Wojciecha Gersona "Jezus i Maria Magdalena" z ołtarza świątyni
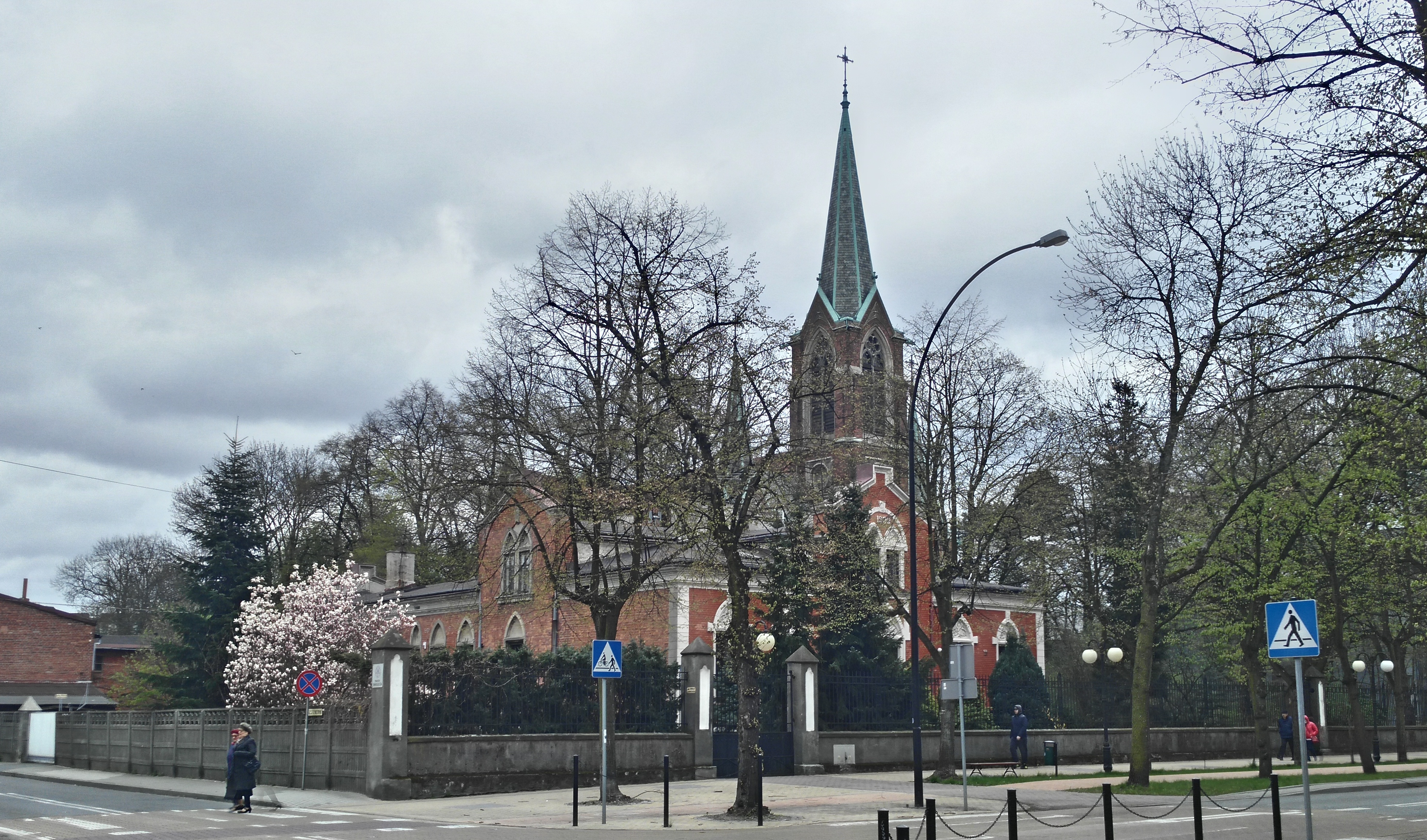
Widok na całą parafię z rogu ulicy Żwirki i Wigury
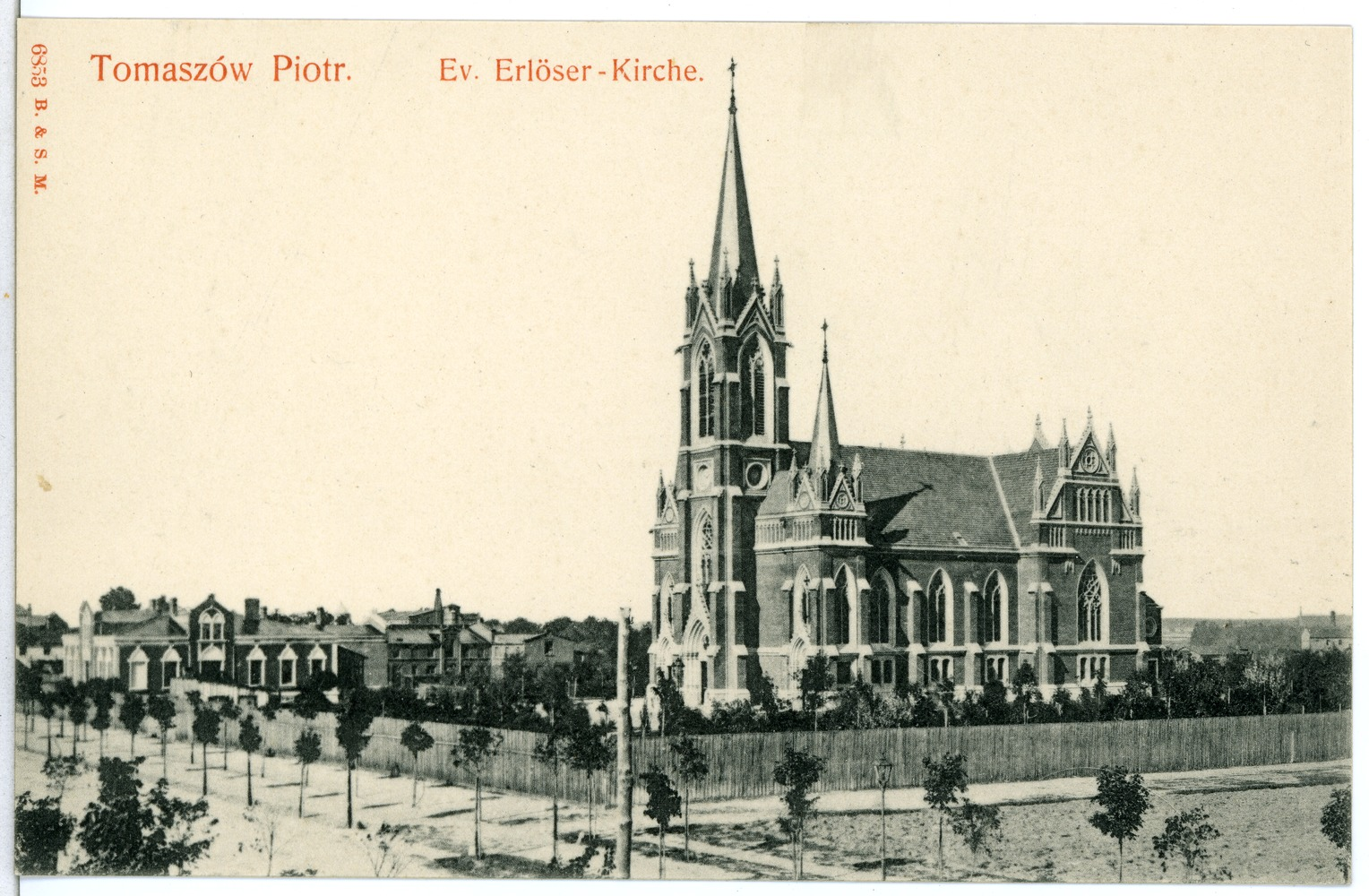
Pocztówka z 1905 roku, widok na parafię od dzisiejszej ulicy Szkolnej
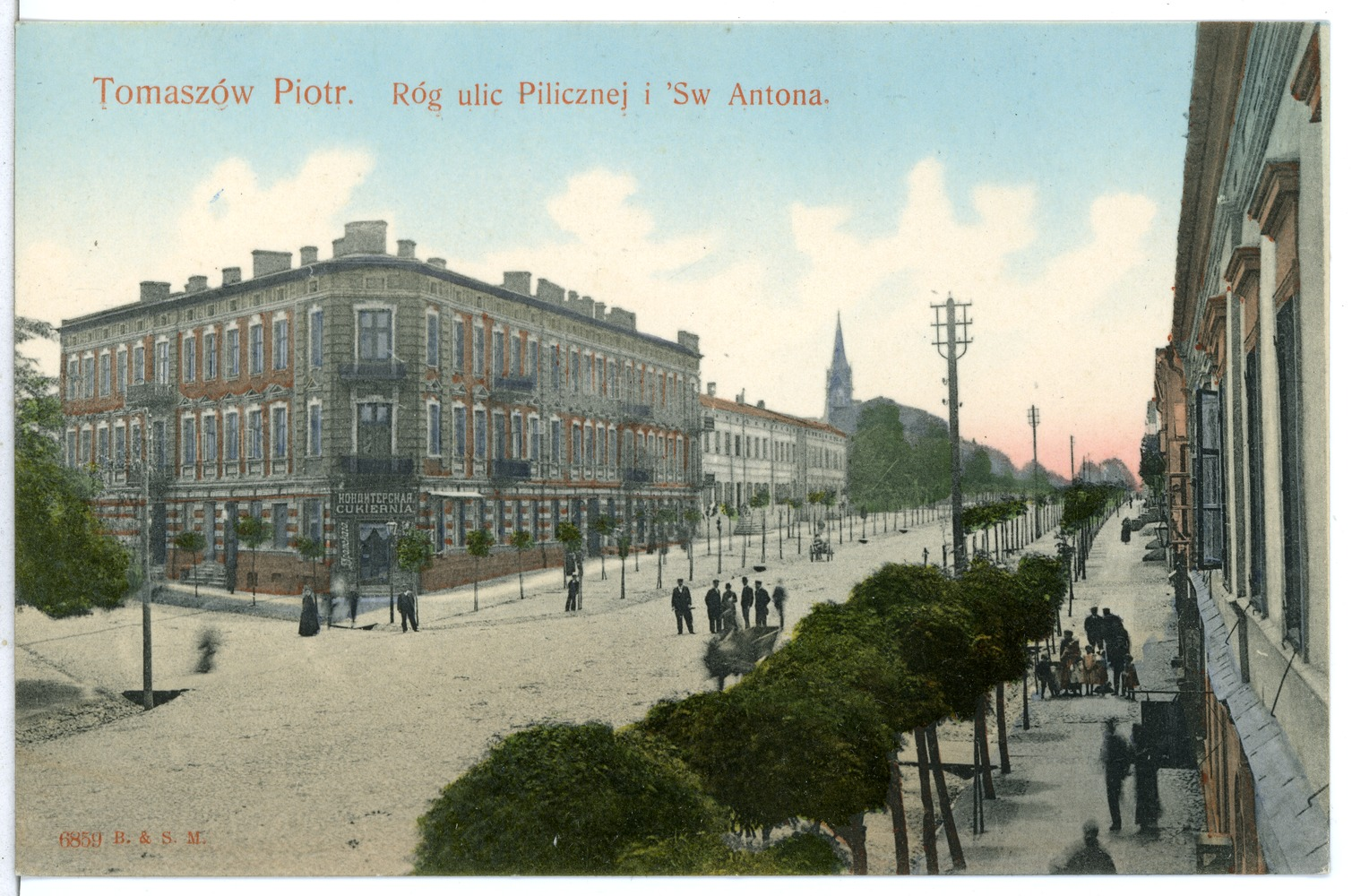
Pocztówka z 1905 roku, widok z centrum Tomaszowa